# سرخیو کامپانا (بازیکن فوتبال)
سرخیو کامپانا (به انگلیسی: Sergio Campana؛ ۱ اوت ۱۹۳۴ – ۱۹ ژوئیهٔ ۲۰۲۵) بازیکن فوتبال اهل ایتالیا بود.
از جمله باشگاه‌هایی که وی در آن‌ها، بازی کرده‌است می‌توان به باشگاه فوتبال ویچنزا و باشگاه فوتبال بولونیا اشاره کرد.